# NGC 4872
NGC 4872 (również PGC 44624) – galaktyka soczewkowata (SB0), znajdująca się w gwiazdozbiorze Warkocza Bereniki. Prawdopodobnie odkrył ją Heinrich Louis d’Arrest 5 maja 1864 roku. Jest to galaktyka aktywna.